# Healey (Wakefield)
Healey – wieś w Anglii, w hrabstwie West Yorkshire, blisko Ossett. Leży 15 km na południe od miasta Leeds i 260 km na północ od Londynu.